# カレル・レイネル
カレル・レイネル（Karel Reiner, 1910年6月27日 - 1979年10月17日）は、チェコの作曲家。ユダヤ人のためナチス・ドイツから迫害され、形式主義者ということで社会主義政権から迫害された。

## 生涯
ジャテツ出身。父はシナゴーグのハッザーンであった。プラハ・カレル大学で法律を学び1934年に博士号を取得した。その一方で1929年から1931年までアロイス・ハーバとヨセフ・スクに作曲を師事した。その後1938年までエミル・フランチシェク・ブリアンの劇場でピアニストとして活動し、時にはハーバの発明した四分音ピアノで作曲することもあった。第二次世界大戦中はテレージエンシュタット強制収容所に収監された。テレージエンシュタットでは『エステル』の付随音楽を作曲するなどの音楽活動を行った。その後1944年からアウシュヴィッツ＝ビルケナウ、ランツベルク、カウフェリングへと移送される死の行進を経験したものの、終戦まで生き延び、プラハに戻ることができた。そしてフリーランスの作曲家として音楽活動を再開したものの、1948年のチェコスロバキア政変でチェコスロバキア共産党が権力を掌握すると、形式主義者との批判を浴びた。彼は1948年にチェコスロバキア共産党に入党し、チェコ音楽基金の会長などを歴任したが、チェコ事件後の1969年に離党した。

## 音楽
活動は1929年から1979年までの50年間に及び、その音楽はチェコの政治状況を反映している。初期はハーバ、スク、ブリアン、そしてエルヴィン・シュルホフの影響を受けた前衛的なものであった。しかしその路線は形式主義として社会主義政権に否定されたため、保守的な作品を作曲することを余儀なくされた。1960年代に入って統制が緩和されると豊かな表現の音楽を作曲できるようになった。
管弦楽曲、室内楽曲、器楽曲、カンタータ、オペラ、歌曲、合唱曲、映画音楽、付随音楽などあらゆる分野に作品を残した。また駆け出しのころにはジャズや民族音楽の影響を受けたポピュラーソングを作曲している。

## 作品
- ピアノのための5つのジャズ練習曲（1930）
- 大管弦楽のための組曲（1931）
- 管打楽器のための協奏的組曲（1947）
- 交響曲第1番（1959）
- 大管弦楽のための交響的序曲（1963）
- フルート、バスクラリネットと打楽器のためのトリオ（1964）
- バスクラリネット協奏曲（1965）
- 大管弦楽のための協奏的組曲（1967）
- ファゴットと管打楽器のための協奏曲（1969）
- 交響的三章（1978）

## 文献
- （チェコ語） Kuna, Milan (2008). Dvakrát zrozený. Život a dílo Karla Reinera. Prague: H+H. ISBN 978-80-7319-078-1
- （チェコ語） Vysloužil, Jiří (2001). Hudební slovník pro každého II.. Vizovice: Lípa. ISBN 80-86093-23-9
- （チェコ語） Šormová, Eva (1973). Divadlo v Terezíně 1941/1945. Památník Terezín